# Kaffovatus
Kaffovatus is een geslacht van kevers uit de familie van de loopkevers (Carabidae). De wetenschappelijke naam van het geslacht is voor het eerst geldig gepubliceerd in 1972 door Clarke.

## Soorten
Het geslacht Kaffovatus is monotypisch en omvat slechts de volgende soort:
- Kaffovatus basilewskyi Clarke, 1972